# Кансиньорио дела Скала
Кансиньорио дела Скала (на италиански: Cansignorio della Scala, * 5 март 1340, † 19 октомври 1375 във Верона) от род Скалиджери е кондотиер и от 1359 до 1375 г. господар на Верона задно с брат си Паоло Албоино.

## Произход
Той е третият син на Мастино II дела Скала († 1351), господар на Верона и Виченца (1304 – 1311), господар на Падуа (1328 – 38), господар на Парма (1332 – 1341), господар на Бреша (1332 – 1337), господар на Лука (1335 – 1347), и на съпругата му Тадеа да Карара († 1375), дъщеря на Якопо I, господар на Падуа и на Елизабета Градениго – патриция на Венеция. Има трима братя и четири сестри:
- Кангранде II (* 1332, † 1359), господар на Верона и Виченца (1351 – 1359) заедно с Кансиньорио
- Паоло Албоино II (* 1343, † 1375), господар на Верона и Виченца (1351 – 1365) заедно с Кансиньорио
- Беатриче (Реджина) (* ок. 1331, † 1384), господарка на Милано като съпруга на Бернабо Висконти
- Алталуна, годеница на Лудвиг V, маркграф на Бранденбург
- Верде († 1394), господарка на Ферара като съпруга на Николо II д’Есте, господар на Ферара
- Веронезе, съпруга на Джакомо Трисино
- Гулиелмо († сл. 1351)

Има и пет полубратя от извънбрачни връзки на баща си.

## Биография
Става господар на Верона заедно с братята си Кангранде II и Паоло Албоино след смъртта на баща им Мастино II. Кангранде II обаче има ефективната власт. Кансиньорио прави комплот срещу тираничното му управление и го убива в засада на 14 декември 1359 г. Така той поема управлението на Верона заедно с брат си Паоло Албоино, който се отказва от управлението през 1365 г.
Кансиньорио строи в града палати, мостове и акведукти. Управлява Верона с умереност и я обогатява с множество сгради, включително с моста Нави на река Адидже и с първата часовникова кула в Италия: Torre del Gardello.
На смъртния си одър през 1375 г. поръчва убийството на брат си Паоло Албоино (който на практика е в затвора от 1365 г.), за да гарантира наследяване на синовете си Бартоломео II и Антонио.
Гробницата му е една от известните арки на Скалиджери в центъра на Верона.

## Брак и потомство
∞ 6 юни 1363 за Агнес Анжуйска-Драчка (* 1345, † 15 юли 1388), дъщеря на Карло ди Гравина (Карло Драчки) и на Мария Калабрийска, от която има една дъщеря:
- Тарсия дела Скала.

Има и три извънбрачни деца:
- Антонио I дела Скала (* 1362, † 1388), господар на Верона (1375 – 1387); ∞ 1378 за Самаритана да Полента († ок. 1393), дъщеря на Гуидо III Лучио ди Полента господар на Равена, и на Лиза д'Есте., от която има четири деца
- Бартоломео II дела Скала († 1381), господар на Верона (1375 – 1381), убит от Антонио, неженен и бездетен
- Лучия дела Скала, чрез брак господарка на Равена; ∞ 1. за Кортезий Серего, кондотиер, от когото няма деца 2. за Бернардино II да Полента, господар на Равена (1389 – ок. 1400), от когото има син

Вдовицата му се омъжва на 16 септември 1382 г. за Жак дьо Бо (* ок. 1354, † 1383) – княз на Таранто, титулуван крал на Константинопол и претендент към трона на Латинската империя от 1374 г.